# Lieja-Bastoña-Lieja 1951
La Lieja-Bastogne-Lieja 1952 fue la 37.ª edición de la clásica ciclista Lieja-Bastoña-Lieja. La carrera se disputó el domingo 11 de mayo de 1952, sobre un recorrido de 229 km. El vencedor final fue el suizo Ferdi Kübler (Frejus) que se impuso a al belga  Germain Derycke (Alcyon-Dunlop) y al holandés Wout Wagtmans (Garin), segundo y tercero respectivamente. 

## Clasificación final
| Posición | Ciclista        | Equipo             | Tiempo   |
| -------- | --------------- | ------------------ | -------- |
| 1        | Ferdi Kübler    | Frejus             | 5h41'01" |
| 2        | Germain Derycke | Alcyon-Dunlop      | s.t.     |
| 3        | Wout Wagtmans   | Garin              | a 21"    |
| 4        | Jean Brun       | -                  | a 27"    |
| 5        | Jean Robic      | Automoto           | s.t.     |
| 6        | Gino Bartali    | Bartali-Ursus      | s.t.     |
| 7        | Louison Bobet   | Stella-Dunlop      | s.t.     |
| 8        | Ernest Sterckx  | Terrot-Wolber      | s.t.     |
| 9        | Marcel Kint     | Mercier-Hutchinson | s.t.     |
| 10       | Valère Ollivier | Bertin             | s.t.     |